# Xã Orange, Quận Ashland, Ohio
Xã Orange (tiếng Anh: Orange Township) là một xã thuộc quận Ashland, tiểu bang Ohio, Hoa Kỳ. Năm 2010, dân số của xã này là 2.523 người.